# Церква Покрови Пресвятої Богородиці (Ружа)
Церква Покрови Пресвятої Богородиці в Ружі — парафія і храм греко-католицької громади Кам'янець-Подільського деканату Кам'янець-Подільської єпархії Української греко-католицької церкви в селі Ружа Хмельницької области.

## Історія церкви
Парафія була заснована й офіційно зареєстрована у 2004 році. 4 квітня 2004 року єпископ Василій Семенюк освятив у селі Ружа каплицю для проведення богослужінь.
У 2005 році парафіяни за власні кошти звели огорожу навколо каплички та збудували невелику дзвіницю. Дзвін для неї придбали за пожертви Бережанського протопресвітеріату Тернопільсько-Зборівської єпархії.
Новий храм освятив єпископ Тернопільсько-Зборівський Василій Семенюк на Вербну неділю у 2008 році. Таким чином, парафія належить до УГКЦ з 2004 року, а храм — з 2008 року.
Єпископську візитацію парафії 3 травня 2006 року здійснив владика Михаїл Сабрига. Крім того, владика Василій Семенюк приїздив у 2008 році на освячення храму.
Парафія володіє парафіяльним будинком та невеликою земельною ділянкою.

## Парохи
- о. Ігор Топоровський (2004—2013),
- о. Василь Левицький (з 11 квітня 2013).
- о. Олег Боянович (з 18 грудня 2019).[джерело?]